# Sutton (Essex)
Sutton – wieś i civil parish w Anglii, w hrabstwie Essex, w dystrykcie Rochford. Leży 25 km na południowy wschód od miasta Chelmsford i 60 km na wschód od Londynu. To zawiera Shopland. W 2011 roku civil parish liczyła 136 mieszkańców. Sutton jest wspomniana w Domesday Book (1086) jako Suttuna.